# 繸鳚
繸鳚（学名：Azuma emmnion）为锦鳚科繸鳚属的鱼类，俗名蝴蝶爷鱼、花鱼。在中国，分布于黄海、渤海等海域。该物种的模式产地在日本。